# 郭灵计
郭灵计（1968年7月—），汉族，山西隰县人，中国共产党党员。中华人民共和国政治人物。曾任吉林省四平市市长，中共四平市市委书记。现任吉林省人民政府副省长。